# あらきあきゆき
あらき あきゆき（1975年9月20日 - ）は、日本のピン芸人。兵庫県尼崎市出身。吉本興業広島事務所所属。

## プロフィール
- 身長163cm、体重63kg[3]、血液型B型。
- 既婚者であり、二児の父である。[4]
- 1996年にNSC大阪校に入学し、お笑いコンビ「優駿」を結成し活動していたが2009年に解散、その後はピンで活動。
- 2011年1月31日 『ひろしま満点ママ!!』（TSSテレビ新広島）で月曜レギュラーを10年間務めた石橋竜史が降板するのに伴い、あらきが月曜レギュラーを担当した。
- 第16回 R-1ぐらんぷり 準々決勝進出

- 汁なし担々麺 楽 小網町の店長をしている。
- ボールボーイ佐竹と『自称 カープ芸人』というトークライブイベントを定期的に開催している。

## テレビ
現在の出演
- 週末おでかけステーション(FMちゅーピー)金曜日

過去の出演
- アォーン!（RCCテレビ）
- ひろしま満点ママ!!（月曜レギュラー：2011年2月7日 - 2014年3月24日、テレビ新広島）
- 今年も朝までやっちゃいます! 生ナマ3時間 カープがんばった大賞（2014年11月15日、テレビ新広島）
- ゲーム直前カープタイムズ（2015年、ひろしまケーブルテレビ）
- なんしょん？（OHK岡山放送）木曜

## ラジオ
現在の出演
- 週末おでかけステーション（FMちゅーピー）金曜

過去の出演
- あらきあきゆきの新春ハネウマラジオ（RCCラジオ）

## 舞台
単独ライブ
- あらき あきゆきのやりたいこと!

ライブ
- よしもと D-D.LIVE （よしもと紙屋町劇場）
- 広島よしもとブチLIVE

## イベント
- 自称カープ芸人（2015年4月（Vol.1） - ） ボールボーイ佐竹と定期的に開催

## 映画
- 鯉のはなシアター（2018年 時川英之監督）
- 彼女は夢で踊る（2019年7月15日広島先行公開 時川英之監督）

## 連載
コラム
- デイリースポーツ 広島よしもと・あらきあきゆきの広島放談（2015年 - 2018年3月）